# Morthem Vlade Art
Morthem Vlade Art (MVA) est un groupe d'electropop français. Après sa séparation en 2005, le groupe revient sporadiquement en 2018 et en 2021 avec la sortie de deux albums : Quirky Dance Memory et Hard Logic.

## Biographie

### Débuts (1995—1999)
Le groupe est formé en 1995 par Emmanuell D. et Gregg Anthe. Morthem Vlade Art se fait tout d'abord une place conséquente au sein du mouvement Dark pour s'imposer très vite avec son premier album Herbo dou Diable (1998) un style baroque, original et percutant, alternance d'ambiances néo-classiques, de percussions industrielles et de solides morceaux death rock aux rythmiques. L'ensemble d'une parfaite cohérence veut s'adapter au récit et traduire ici les différents sentiments ou humeurs du narrateur de l'histoire.
Après avoir enregistré une démo, Morthem Vlade Art signe avec le label allemand Pandaimonium Records en 1998, première signature du label suivie de près par celle de Clan of Xymox.

### Changement de cap (2000—2004)
Le groupe, qui aime surprendre et se renouveler ne veut pas se laisser prendre au piège d'un cloisonnement musical statique. Sans renier ses racines, il se laisse pourtant porter par ses multiples inspirations musicales, littéraires ou cinématographiques. Organic but Not Mental (2000) le prouve car il fait peau neuve et abandonne les influences death rock et batcave du début. À l'image de son titre, il se décline sur des sons rappelant l'univers du corps humain, se ponctue d'ambiances électroniques symphoniques, de samples liés aux phobies corporelles et de morceaux industriels.
Le groupe sort ensuite l'album Antechamber en 2001. Il contient un minimalisme électronique aérien porté par des voix plus dépouillées, plus crues, il s'ancre dans un paysage onirique et surréaliste. La production est un trait plus marqué sinon différent. L'année 2001 voit aussi les premières apparitions rares du groupe sur scène[réf. nécessaire], et notamment une apparition dans l'émission Rock Press Club de Philippe Manœuvre. Sur sa première tournée, le groupe apparaît devant des images de Guy Maddin[réf. nécessaire].
En 2002, le groupe signe sur le label américain Luminal Records pour la sortie d'une première compilation Slow Wave Sleep. Leur quatrième album, Photography in Things, sort en 2003, et est entièrement synthétique, on notera l'absence quasi totale d'instruments acoustiques malgré quelques rares exceptions. Mélange d'electronica, de sons des années 1980 aux accents à la Kraftwerk et de rythmiques industrielles, il porte des voix dans la veine du précédent album Antechamber. Plus introspectif, les thèmes se centrent sur le sentiment d'oppression et de mal-être[réf. nécessaire].
Le cinquième album Absente Terebenthine, sorti en 2004, clôt en quelque sorte une trilogie entamée avec les albums Antechamber et Photography in Things. Dans la veine du new wave, il ne s'inscrit pourtant pas dans un revival car là encore le mélange des genres se veut tourné vers l'avenir. Il contient quelques ambiances acoustiques industrielles ainsi que des morceaux électroniques assemblés sous un format rock. C'est cette même année que le groupe est contacté par Indochine pour travailler sur le remix de leur morceau Marilyn[réf. souhaitée]. Ils feront également des remixes pour Trisomie 21 et pour leurs amis Clan of Xymox.

### Séparation (2005)
Après une dernière tournée européenne, le groupe arrête son activité à la fin de l'année 2005. S'ensuivront deux compilations. La première, Autopsy, compilant les trois premières démo du groupe (Order of the Fly, Azazel et Allegory of Putrefaction). Et enfin Uncertain Days, un double album retraçant l'histoire du groupe agrémenté de titres inédits, remixes et versions. Gregg Anthe travaillera par la suite sur ses deux nouveaux projets In Broken English et HNN (Hsilgne Nekorb Ni), et devient guitariste au sein du groupe Trisomie 21.

### Retours (depuis 2018)
Morthem Vlade Art, pour sa part, revient à la vie en 2018. Emmanuell D et Gregg Anthe réactivent alors le projet commun et ont depuis fait paraître quatre nouveaux albums studio sous le nom de Morthem Vlade Art.
À la fin octobre 2021, Morthem Vlade Art annonce son retour sans aucun concert prévu. Ils font néanmoins leur retour en sortant deux albums : Quirky Dance Memory et Hard Logic publié au label Infrastition.

## Discographie

### Albums studio
- 1998 : Herbo dou Diable
- 2000 : Organic but Not Mental
- 2001 : Antechamber
- 2003 : Photography in Things
- 2004 : Absente Terebenthine
- 2018 : In the Blue Plains of Paradise
- 2020 : Afternoons
- 2021 : Hard Logic
- 2021 : Quirky Dance Memory

### Compilations
- 2004 : Slow-Wave Sleep (USA Compilation)
- 2006 : Autopsy (compilation des démos)
- 2007 : Uncertain Days (double album, best of 1997-2005)

### Remixes
- 2003 : Indochine — Marilyn (Columbia / Sony)
- 2004 : Clan of Xymox — Farewell (Zillo / Sony)
- 2004 : Trisomie 21 — Personnal Feeling (Le Son du Maquis)

### Vidéos
- 2003 : Rooms for Tourists (réalisé par Catherine Charrier ; apparait dans le DVD Orkus Presents: The Best on DVD Vol. 1)
- 2003 : Echo (réalisé par Catherine Charrier)
- 2004 : E-clipse (réalisé par Catherine Charrier)
- 2006 : My Ear at Night (réalisé par Yannick Dangin Leconte)
- 2006 : Flow (réalisé par YDL)
- 2007 : 10Mg (réalisé par YDL)
- 2018 : His Striped Suit (réalisé par YDL)